# NGC 3650
NGC 3650 este o galaxie spirală situată în constelația Leul. A fost descoperită în 5 mai 1886 de către Lewis A. Swift. Se află la o distanță de 66,47 de megaparseci de Pământ.